# Hapigia simplex
Hapigia simplex är en fjärilsart som beskrevs av Walker 1865. Hapigia simplex ingår i släktet Hapigia och familjen tandspinnare. Inga underarter finns listade i Catalogue of Life.